# Amtsgericht Wilsdruff
Das Amtsgericht Wilsdruff war ein Gericht der ordentlichen Gerichtsbarkeit und ein Amtsgericht in Sachsen mit Sitz in Wilsdruff.

## Geschichte
In Wilsdruff bestand bis 1879 das Gerichtsamt Wilsdruff als Eingangsgericht. Im Rahmen der Reichsjustizgesetze wurden 1879 im Königreich Sachsen die Gerichtsämter aufgehoben und Amtsgerichte, darunter das Amtsgericht Wilsdruff, geschaffen. Der Gerichtssprengel umfasste Wilsdruff, Alttanneberg, Birkenhain, Blankenstein (Plankenstein), Burkhardtswalde, Groitzsch, Grumbach, Helbigsdorf, Herzogswalde mit Landberg, Hühndorf, Kaufbach, Kesselsdorf, Kleinschönberg, Klipphausen mit Kneipe, Lampersdorf, Limbach, Lotzen, Munzig, Neukirchen mit neuem Anbau und Fasanenhäusern, Neutanneberg, Niederwartha mit Grunna, Perne, Röhrsdorf, Roitzsch, Rothschönberg, Sachsdorf, Schmiedewalde, Sora, Steinbach bei Kesselsdorf mit den Dreihäusern, Steinbach bei Mohorn, Unkersdorf, Weistropp und Wildberg (Vorder- und Hinter-). Das Amtsgericht Wilsdruff war eines von 14 Amtsgerichten im Bezirk des Landgerichtes Dresden. Der Amtsgerichtsbezirk umfasste danach 13.058 Einwohner. Das Gericht hatte damals eine Richterstelle und war ein kleines Amtsgericht im Landgerichtsbezirk.
Im Jahre 1952 wurde das Amtsgericht Wilsdruff in der DDR aufgehoben und an seiner Stelle das Kreisgericht Meißen errichtet. Gerichtssprengel war nur der Kreis Meißen.

## Gerichtsgebäude

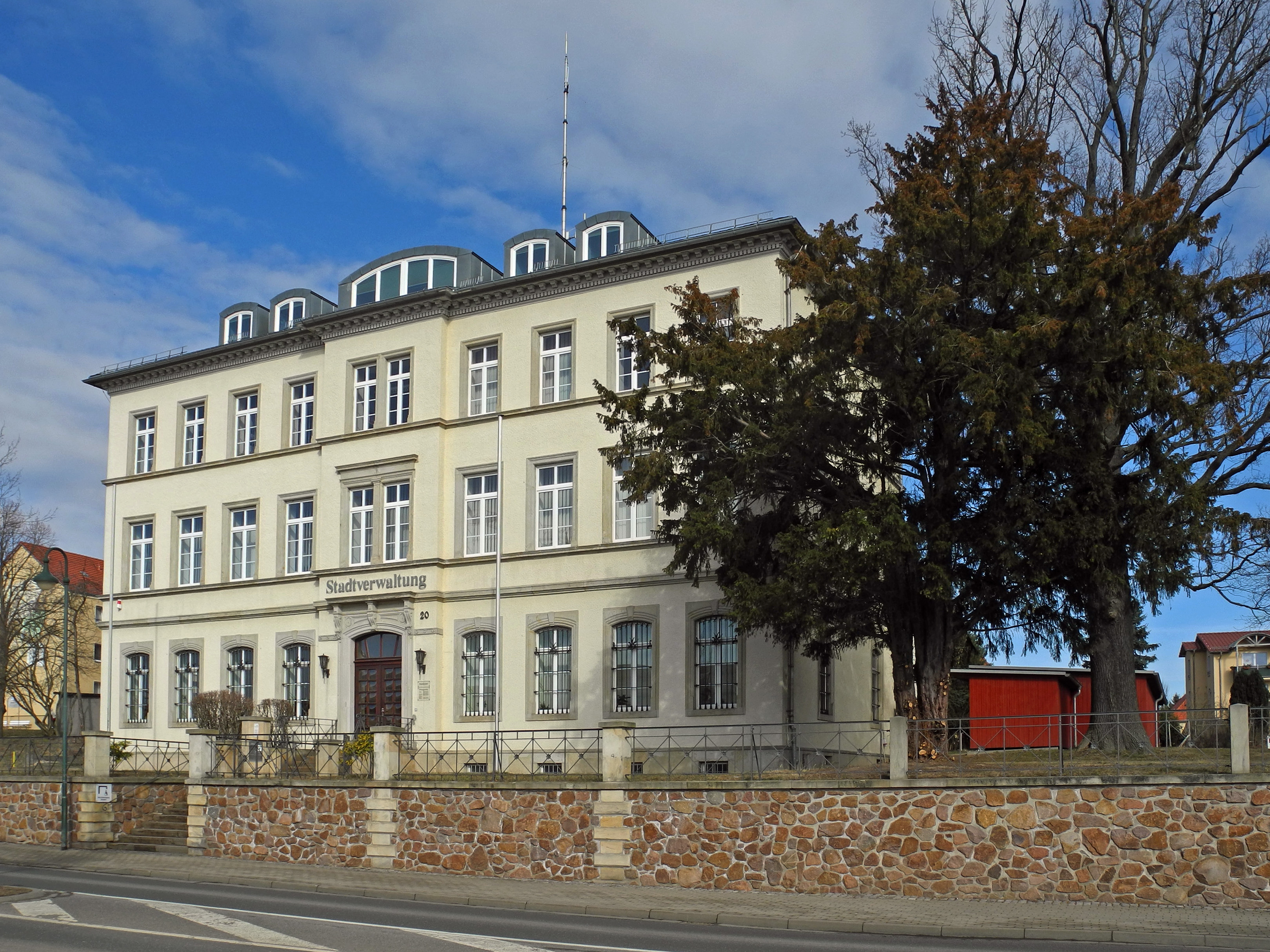
Ehem. Gerichtsgebäude (2018)

Das Amtsgericht nutzte das nach 1858 erbaute Gebäude des Gerichtsamtes (Nossener Straße 20). Der dreigeschossige Putzbau mit profilierten Gurtgesimsen, Sandsteingewände, im Erdgeschoss mit Segmentbogen und Schlussstein, Portal mit Segmentbogen, die gerade Verdachung von Konsolen getragen, langen Freitreppe und Walmdach ist ortsgeschichtlich von Bedeutung und steht daher unter Denkmalschutz. Es wird heute von der Stadtverwaltung genutzt.